# Série de championnat de la Ligue américaine de baseball 2003

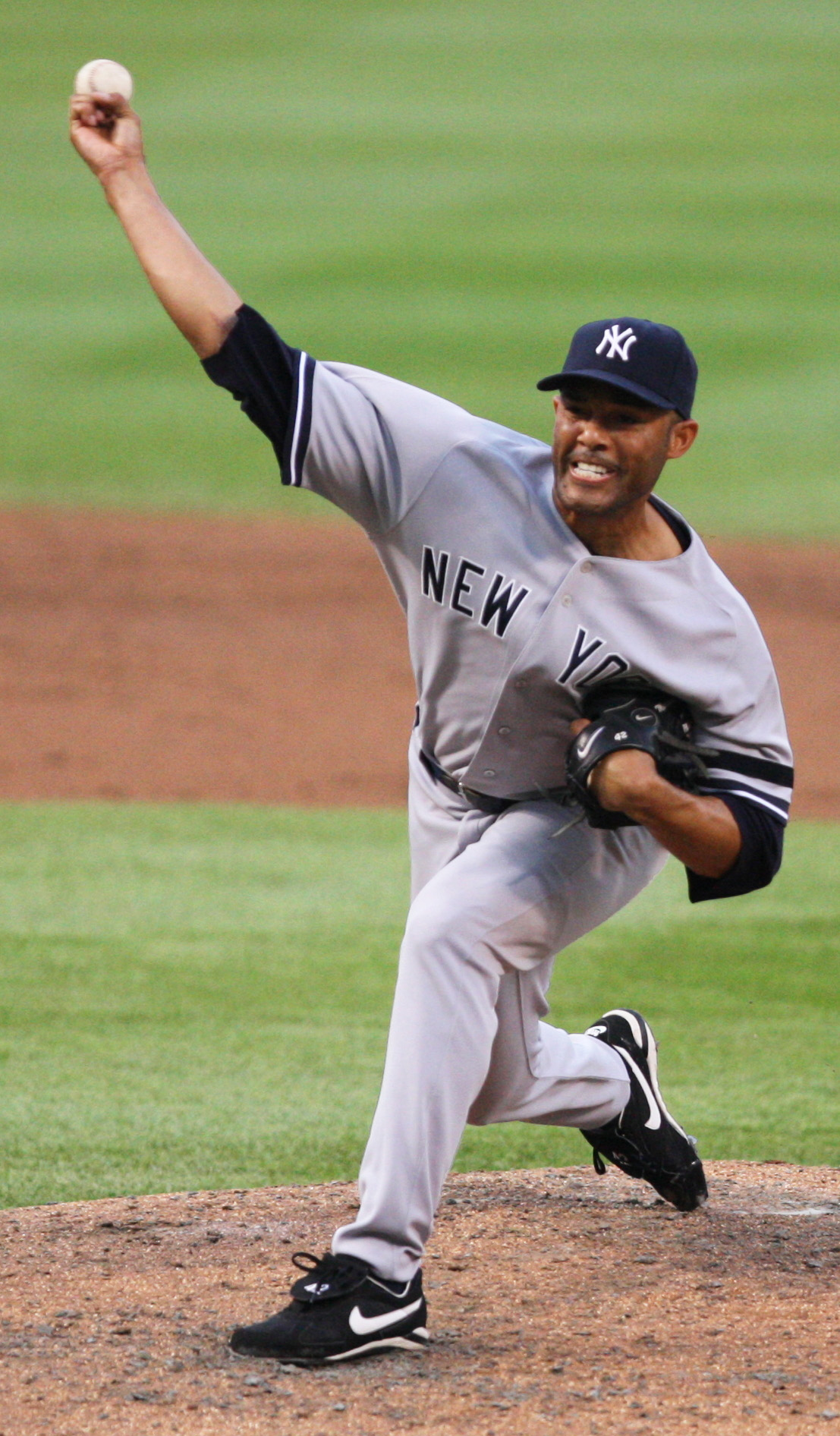
Mariano Rivera, joueur par excellence de la Série de championnat 2003.

La Série de championnat de la Ligue américaine de baseball 2003 était la série finale de la Ligue américaine de baseball, dont l'issue a déterminé le représentant de cette ligue à la Série mondiale 2003, la grande finale des Ligues majeures.
Cette série quatre de sept débute le mercredi 8 octobre 2003 et se termine le jeudi 16 octobre par une victoire des Yankees de New York, quatre parties à trois sur les Red Sox de Boston. Les Yankees accèdent à la Série mondiale pour une sixième fois en huit ans, et n'y retourneront pas avant la saison 2009.

## Équipes en présence
Avec 101 victoires contre 61 défaites en saison régulière, les Yankees de New York remportent le sixième de neuf championnats consécutifs de la division Est de la Ligue américaine, et prolongent à neuf années leur série de participations consécutives aux séries éliminatoires, séquence qui prendra fin après 13 saisons. New York gagne le titre de section avec six victoires de plus que les Red Sox de Boston (95 gains, 67 défaites). Ces derniers effectuent un retour en éliminatoires en décrochant la qualification comme meilleur deuxième.
En première ronde des séries d'après-saison, les Yankees se mesurent aux Twins du Minnesota, meneurs de la division Centrale avec une fiche de 90-72 en saison. New York l'emporte, trois victoires à une.
Les Red Sox ont comme adversaires en Série de divisions les champions de la section Ouest, les Athletics d'Oakland, gagnants de 96 matchs en 2003, contre 66 défaites. Les Athletics échouent une fois de plus en première ronde et sont éliminés trois matchs à deux par les Sox.

## Déroulement de la série

### Calendrier des rencontres
| Match | Date       | Visiteur            | Hôte                | Score              |
| ----- | ---------- | ------------------- | ------------------- | ------------------ |
| 1     | 8 octobre  | Red Sox de Boston   | Yankees de New York | 5 - 2              |
| 2     | 9 octobre  | Red Sox de Boston   | Yankees de New York | 2 - 6              |
| 3     | 11 octobre | Yankees de New York | Red Sox de Boston   | 4 - 3              |
| 4     | 13 octobre | Yankees de New York | Red Sox de Boston   | 2 - 3              |
| 5     | 14 octobre | Yankees de New York | Red Sox de Boston   | 4 - 2              |
| 6     | 15 octobre | Red Sox de Boston   | Yankees de New York | 9 - 6              |
| 7     | 16 octobre | Red Sox de Boston   | Yankees de New York | 5 - 6 (11 manches) |

### Match 1
Mercredi 8 octobre 2003 au Yankee Stadium, New York, NY.
| Red Sox de Boston | 0 | 0 | 0 | 2 | 2 | 0 | 1 | 0 | 0 | 5 | 13 | 0 |
| Yankees de New York | 0 | 0 | 0 | 0 | 0 | 0 | 2 | 0 | 0 | 2 | 3  | 0 |
| Lanceurs partants : BOS : Tim Wakefield NYY : Mike Mussina Vic. : Tim Wakefield (1-0) Déf. : Mike Mussina (0-1) Sauv. : Scott Williamson (1) HRs : BOS : Todd Walker (1), David Ortiz (1), Manny Ramirez (1) |   |   |   |   |   |   |   |   |   |   |    |   |

### Match 2
Jeudi 9 octobre 2003 au Yankee Stadium, New York, NY.
| Red Sox de Boston | 0 | 1 | 0 | 0 | 0 | 1 | 0 | 0 | 0 | 2 | 10 | 1 |
| Yankees de New York | 0 | 2 | 1 | 0 | 1 | 0 | 2 | 0 | X | 6 | 8  | 0 |
| Lanceurs partants : BOS : Derek Lowe NYY : Andy Pettitte Vic. : Andy Pettitte (1-0) Déf. : Derek Lowe (0-1) HRs : BOS : Jason Varitek (1) NYY : Nick Johnson (1) |   |   |   |   |   |   |   |   |   |   |    |   |

### Match 3
Samedi 11 octobre 2003 au Fenway Park, Boston, Massachusetts.
| Yankees de New York | 0 | 1 | 1 | 2 | 0 | 0 | 0 | 0 | 0 | 4 | 7 | 0 |
| Red Sox de Boston | 2 | 0 | 0 | 0 | 0 | 0 | 1 | 0 | 0 | 3 | 6 | 0 |
| Lanceurs partants : NYY : Roger Clemens BOS : Pedro Martinez Vic. : Roger Clemens (1-0) Déf. : Pedro Martinez (0-1) Sauv. : Mariano Rivera (1) HRs : NYY : Derek Jeter (1) |   |   |   |   |   |   |   |   |   |   |   |   |

### Match 4
Lundi 13 octobre 2003 au Fenway Park, Boston, Massachusetts.
| Yankees de New York | 0 | 0 | 0 | 0 | 1 | 0 | 0 | 0 | 1 | 2 | 6 | 1 |
| Red Sox de Boston | 0 | 0 | 0 | 1 | 1 | 0 | 1 | 0 | X | 3 | 6 | 0 |
| Lanceurs partants : NYY : Mike Mussina BOS : Tim Wakefield Vic. : Tim Wakefield (2-0) Déf. : Mike Mussina (0-2) Sauv. : Scott Williamson (2) HRs : NYY : Ruben Sierra (1) BOS : Todd Walker (2), Trot Nixon (1) |   |   |   |   |   |   |   |   |   |   |   |   |

### Match 5
Mardi 14 octobre 2003 au Fenway Park, Boston, Massachusetts.
| Yankees de New York | 0 | 3 | 0 | 0 | 0 | 0 | 0 | 1 | 0 | 4 | 7 | 1 |
| Red Sox de Boston | 0 | 0 | 0 | 1 | 0 | 0 | 0 | 1 | 0 | 2 | 6 | 1 |
| Lanceurs partants : NYY : David Wells BOS : Derek Lowe Vic. : David Wells (1-0) Déf. : Derek Lowe (0-2) Sauv. : Mariano Rivera (2) HRs: BOS : Manny Ramirez (2) |   |   |   |   |   |   |   |   |   |   |   |   |

### Match 6
Mercredi 15 octobre 2003 au Yankee Stadium, New York, NY.
| Red Sox de Boston | 0 | 0 | 4 | 0 | 0 | 0 | 3 | 0 | 2 | 9 | 16 | 1 |
| Yankees de New York | 1 | 0 | 0 | 4 | 1 | 0 | 0 | 0 | 0 | 6 | 12 | 2 |
| Lanceurs partants : BOS : John Burkett NYY : Andy Pettitte Vic. : Alan Embree (1-0) Déf. : José Contreras (0-1) Sauv. : Scott Williamson (3) HRs : BOS : Jason Varitek (2), Trot Nixon (2) NYY : Jason Giambi (1), Jorge Posada (1) |   |   |   |   |   |   |   |   |   |   |    |   |

### Match 7
Jeudi 16 octobre 2003 au Yankee Stadium, New York, NY.
| Red Sox de Boston | 0 | 3 | 0 | 1 | 0 | 0 | 0 | 1 | 0 | 0 | 0 | 5 | 11 | 0 |
| Yankees de New York | 0 | 0 | 0 | 0 | 1 | 0 | 1 | 3 | 0 | 0 | 1 | 6 | 11 | 1 |
| Lanceurs partants : BOS : Pedro Martinez NYY : Roger Clemens Vic. : Mariano Rivera (1-0) Déf. : Tim Wakefield (2-1) HRs : BOS : Trot Nixon (3), David Ortiz (2), Kevin Millar (1) NYY : Aaron Boone (1), Jason Giambi (2) |   |   |   |   |   |   |   |   |   |   |   |   |    |   |

## Joueur par excellence
Le stoppeur étoile des Yankees de New York, Mariano Rivera, est nommé joueur par excellence de la Série de championnat 2003 de la Ligue américaine de baseball. Rivera sauvegarde deux des victoires de son équipe dans cette série contre Boston, et est crédité d'une victoire dans la septième et dernière partie. En quatre sorties et huit manches lancées, il n'accorde qu'un point sur cinq coups sûrs pour une moyenne de points mérités de 1,13 et retire six frappeurs adverses sur des prises. Dans le septième affrontement, Rivera, qui est généralement utilisé une seule manche par match, lance trois manches complètes et maintient l'égalité de 5-5 de la neuvième à la onzième manche, jusqu'à ce que Aaron Boone mette fin à la série sur un coup de circuit.